# Пасічна Катерина Петрівна
Катерина Петрівна Пасічна (21 вересня 1955, с. Лізки Канівського району на Черкащині) — українська поетеса, прозаїк. Член Національної спілки письменників України (1994).

## Освіта
Закінчила Київський державний університет ім. Т. Г. Шевченка.

## Творчість
Катерина Пасічна брала участь у діяльності канівської літературної студії «Зорянка».
Авторка збірок поезій «Вітрила», «Нічний експрес», «Атлантида», «Вінець терновий» (1993), «Молитва птахами», «Чому ворона чорна», новел, повістей «Третій зайвий» і «Два ангели над твердю ночі», роману «Зірка без неба, або Елегія для Всесвіту: Роман про Божий храм» (1996) і публікацій у періодиці.
Твори Катерини Пасічної перекладено російською мовою.